# Воскресенское (Ильинское сельское поселение)
Воскресенское — село в Угличском районе Ярославской области России, входит в состав Ильинского сельского поселения.

## География
Расположено на берегу речки Пореченка (приток реки Устье) в 6 километрах от центра поселения села Ильинского и в 32 километрах на юго-восток от города Углича.

## История
Храм в селе был выстроен в 1837—1843 годах. На клейме, выведенном вязью внутри храма, значится следующая дата: «Настоящий храм Воскресения Христова построен в 1837 году, освящен в 1838 году, сентября 14 дня». В храме было три престола: в летней — во имя обновления храма Воскресения Христова, в зимней — во имя Иверской иконы Божией Матери и Святителя Леонтия, Ростовского чудотворца.
В конце XIX — начале XX село входило в состав Ильинской волости Угличского уезда Ярославской губернии.
С 1929 года село являлось центром Воскресенского сельсовета Угличского района, в 1944—1959 годах — в составе Ильинского района, с 1959 года — в составе Ильинского сельсовета, с 2005 года — в составе Ильинского сельского поселения.

## Население
| 1859 | 2007 | 2010 |
| ---- | ---- | ---- |
| 258  | ↘13  | →13  |

### Известные жители
- Малышев, Сергей Васильевич (1877—1938) — революционер, журналист и писатель, поэт, редактор.

## Достопримечательности
В селе расположена действующая Церковь Воскресения Словущего (1837).